# Argenis Ugueto
Argenis Enrique Ugueto Benítez (c. 1990
) es un comerciante venezolano. Argenis fue detenido durante las protestas en Venezuela de 2014 y las de 2017, cuando recibió golpizas en la segunda oportunidad. Fue detenido nuevamente en 2020 y acusado de planificar que se evitase la instalación de la Asamblea Nacional oficialista. La organización de derechos humanos Foro Penal ha calificado a Argenis como un preso político y su detención como arbitraria.

## Detenciones
Argenis fue estudiante de comunicación en Catia La Mar, estado Vargas. Fue uno de los coordinadores de un campamento de jóvenes durante las protestas en Venezuela de 2014. Fue arrestado el 29 de mayo en la urbanización Santa Fe de Caracas, detenido por 22 días y excarcelado con medidas cautelares.
Fue arrestado nuevamente el 19 de abril durante las protestas en Venezuela de 2017 por la Guardia Nacional Bolivariana (GNB) mientras se dirigía a una manifestación con cinco amigos. Fueron trasladados y recluidos en el comando móvil 40 de la GNB en El Paraíso (oeste de Caracas), les sembraron cócteles molotov y cascos entre sus pertenencias y lo imputaron con el cargo de incitación a la violencia. Ugueto estuvo detenido durante un mes, tiempo en el que fue golpeado varias veces en la cara y en el torso. Fue excarcelado el 20 de mayo con la obligación de presentación ante tribunales como medida cautelar, y junto con sus compañeros fue obligado a firmar un formulario que declaraba que no sufrieron maltrato, el cual firmaron por miedo.
En la noche del 26 de diciembre de 2020, ocho funcionarios de las Fuerzas de Acciones Especiales (FAES) y del Servicio Bolivariano de Inteligencia Nacional (SEBIN) allanaron su casa en el municipio Libertador de Caracas sin una orden judicial, cuando sólo se encontraba su suegra, llevándose una laptop en el proceso. Su esposa llegó a la residencia luego de que vecinos le informaran sobre el suceso, y los funcionarios le dijeron que debía acompañarlos para una investigación. Le retuvieron el teléfono móvil y la detuvieron en la sede de las FAES en el sector "La Quebradita" para coaccionar a Argenis. El 27 de diciembre se presentó voluntariamente a la sede del organismo, siendo detenido y su esposa liberada. El 31 de diciembre fue presentado ante un tribunal con competencia en materia de terrorismo y fue acusado de los cargos de "asociación para delinquir", "traición a la patria" y "homicidio intencional agravado en grado de tentativa".
Argenis fue acusado de conspirar para evitar la instalación de la V Legislatura de la Asamblea Nacional oficialista y fue detenido con otras personas como Darío Estrada y Rigoberto Moreno. El 26 de marzo de 2021 se realizó su audiencia preliminar, donde el juez aceptó la acusación presentada por el Ministerio Público y ratificó su detención, y el 19 de mayo fue trasladado a la sede de la Policía Nacional Bolivariana (PNB) en la urbanización Boleíta de Caracas, conocida como Zona 7. En 2024 fue sentenciado a 30 años de cárcel junto con otros cuatro acusados, la pena máxima en Venezuela.